# ۳۶۱ برادوی
۳۶۱ برادوی (انگلیسی: 361 Broadway) یک ساختمان در خیابان برادوی، منهتن، نیویورک است.
این ساختمان که در سال ۱۸۸۱ شروع به ساخت و در سال ۱۸۸۲ افتتاح شده‌است دارای ۶ طبقه می‌باشد.

## نگارخانه

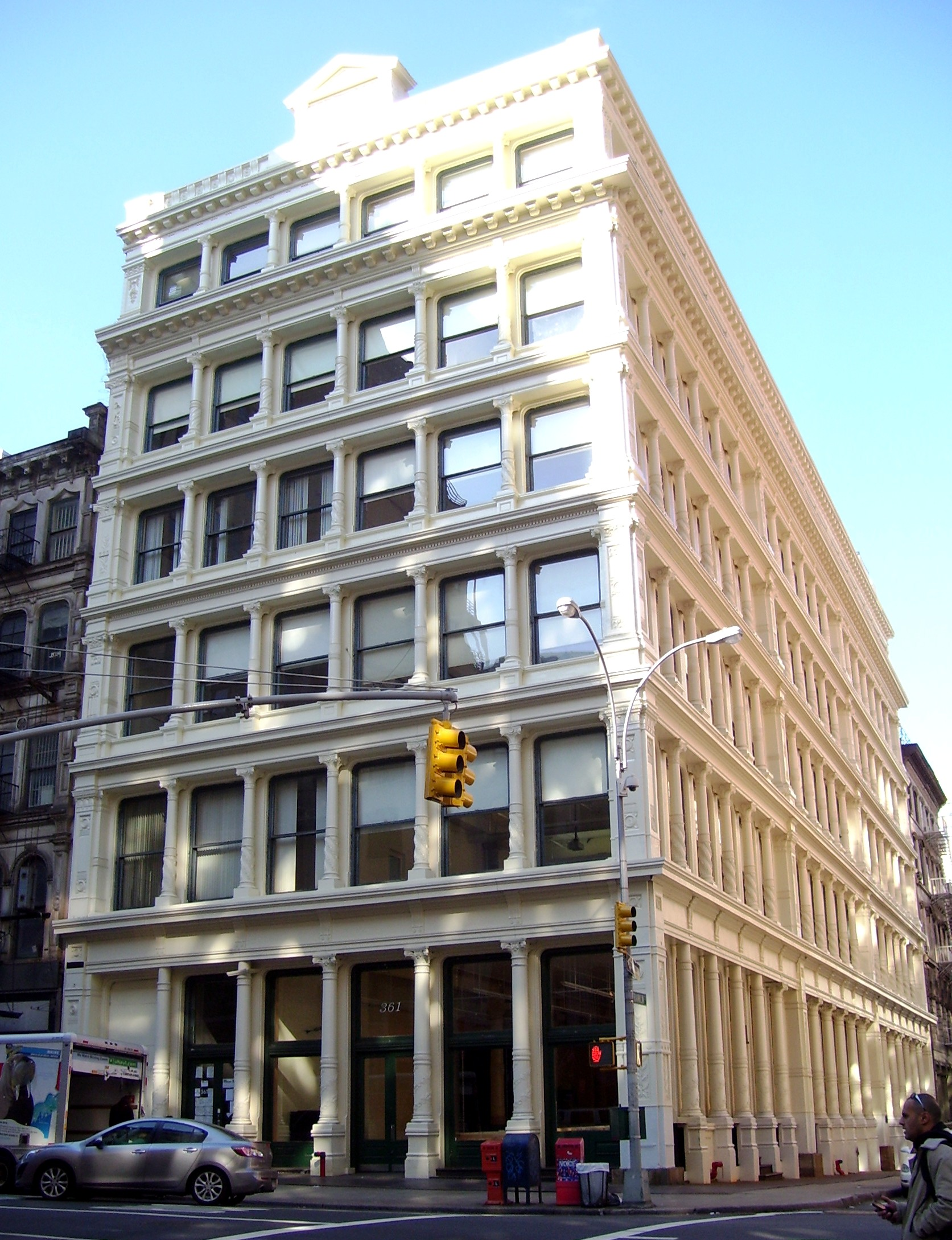